# Cisarua (Sukaraja)
Cisarua is een bestuurslaag in het regentschap Sukabumi van de provincie West-Java, Indonesië. Cisarua telt 6865 inwoners (volkstelling 2010).